# النظام الصحي العام في الهند

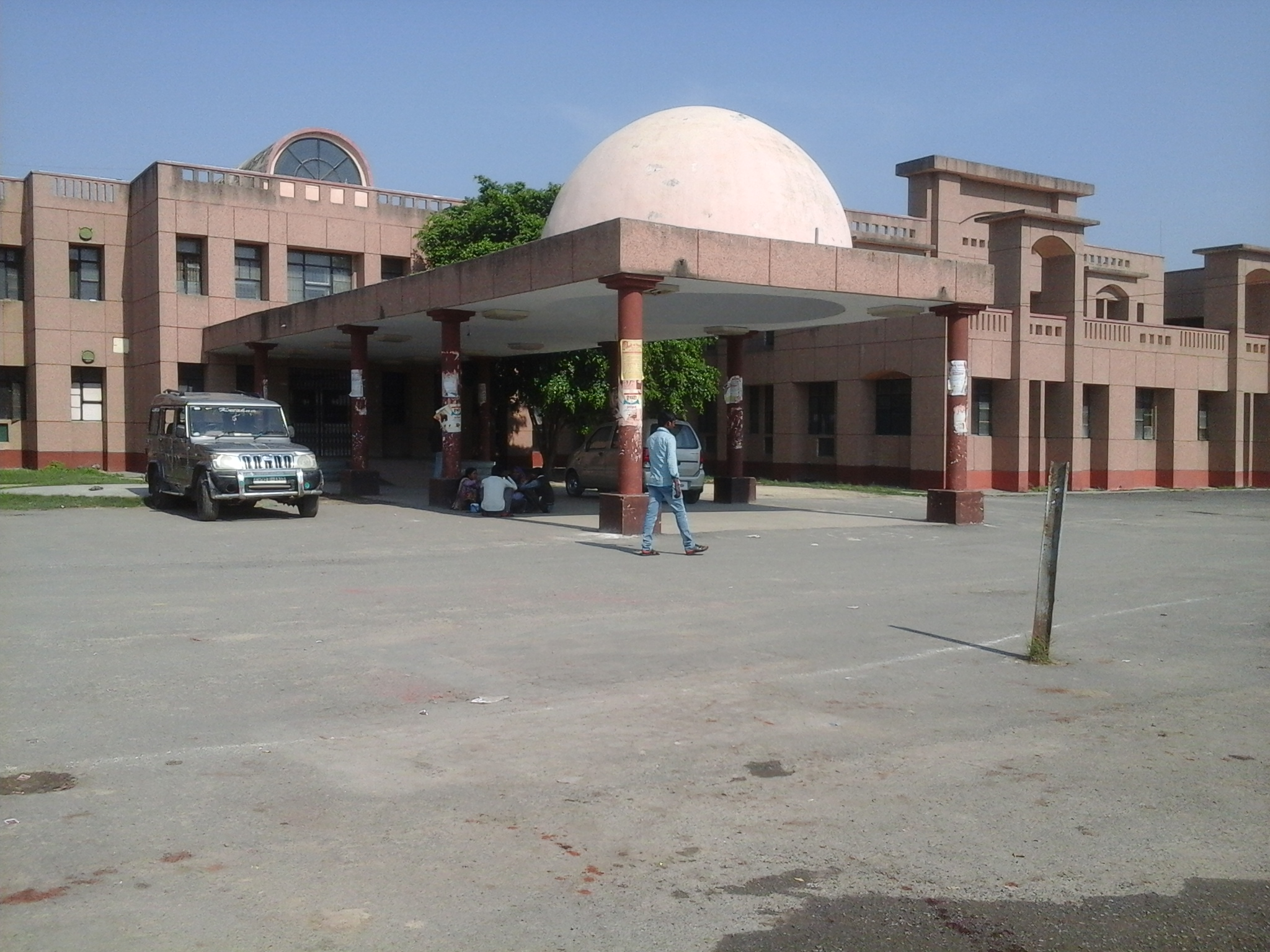

تطور النظام الصحي العام في الهند بسبب عدد من المؤثرات خلال السبعين سنة الماضية، بما في ذلك النفوذ البريطاني في الفترة الاستعمارية. إن الحاجة إلى نظام صحي عام كافي وفعال في الهند كبيرة. يعد نظام الصحة العامة عبر الدول تجمع لجميع الأنشطة المنظمة التي تمنع المرض وتطيل الحياة وتعزز صحة وكفاءة الشعب. هيمن النظام الصحي العام تاريخيًا في الهند من خلال توفير الرعاية الطبية وإهمال الصحة العامة. تحدث في الهند 11.9% من إجمالي وفيات الأمهات في العالم و18% من إجمالي وفيات الرضع، ما يجعلها النسب الأعلى عالميًا. يموت 36.6 من أصل 1000 طفل مع بلوغهم الخامسة من العمر. يُمنّع 62% من أطفال الهند. تُعد الأمراض المعدية سبب وفاة 53% من إجمالي وفيات الهند.
أدخلت وزارة الصحة ورعاية الأسرة مبادرات الصحة العامة التي تؤثر على الناس في جميع الولايات، مثل بعثة الصحة الوطنية ومخطط أيوشمان بهارات والبرنامج الوطني للصحة العقلية. أُنشئت العديد من الأنظمة في المناطق الريفية والحضرية في الهند بما في ذلك المراكز الصحية الأولية ومراكز الصحة المجتمعية والمراكز الفرعية والمستشفيات الحكومية. يجب أن تتبع هذه البرامج المعايير المعتمدة في وثائق معايير الصحة العامة الهندية والتي تتم مراجعتها عند الحاجة.

## المراكز الصحية

### المراكز الصحية الأولية
توجد المراكز الصحية الأولية (PHC) في المناطق الريفية الأكثر تطورًا التي يبلغ عدد سكانها 30,000 أو أكثر (و20,000 في المناطق النائية) وتعمل كعيادات صحية كبيرة تُزوّد بأطباء ومساعدين طبيين. يمكن إحالة المرضى من المراكز الفرعية المحلية إلى المراكز الصحية الأولية من أجل الحالات الأكثر تعقيدًا. إن الفرق الرئيسي بين المراكز الصحية الأولية والمراكز الفرعية هو أن حكومات الولايات تمول الأولى، وليس الحكومة الوطنية. وتعمل المراكز الصحية الأولية أيضًا على تحسين الثقافة الصحية مع التركيز بشكل أكبر على التدابير الوقائية.

### مراكز الصحة المجتمعية
تُموّل حكومات الولايات مراكز الصحة المجتمعية (CHC) أيضًا، ويقبل فيها المرضى المحولين من المراكز الصحية الأولية. تُخدّم المراكز الصحية المجتمعية 120,000 شخص في المناطق الحضرية أو 80,000 شخص في المناطق النائية. يمكن نقل المرضى من هذه الهيئات إلى المستشفيات العامة لتأمين علاجات أبعد. وبالتالي، فإن مراكز الصحة المجتمعية هي أيضًا وحدات الإحالة الأولى (FRUs)، الضرورية للحصول على رعاية التوليد ورعاية حديثي الولادة والأطفال، ووحدات تخزين الدم في جميع ساعات على مدار الأسبوع.

### مستشفيات المقاطعات
مستشفيات المقاطعات هي مراكز الإحالة النهائية لكل من المستوى الابتدائي والثانوي في النظام الصحي العام. من المتوقع وجود مستشفى واحد على الأقل في كل منطقة من مناطق الهند، على الرغم من تسجيل 605 مستشفيات في عام 2010 تغطي 640 منطقة. عادة ما يكون هناك ما بين 75 إلى 500 سرير، حسب الطلب السكاني. غالبًا ما تفتقر مستشفيات المقاطعات إلى المعدات الحديثة والارتباطات مع بنوك الدم المحلية.